# Хироми Хара
Хироми Хара (јап. 原 博実; 19. октобар 1958) јапански је фудбалер.

## Каријера
Током каријере је играо за Мицубиши.

## Репрезентација
За репрезентацију Јапана дебитовао је 1978. године. За тај тим је одиграо 75 утакмица и постигао 37 голова.

## Статистика
| Јапан  | Јапан   | Јапан  |
| Година | Наступи | Голови |
| ------ | ------- | ------ |
| 1978.  | 6       | 1      |
| 1979.  | 2       | 0      |
| 1980.  | 5       | 2      |
| 1981.  | 10      | 1      |
| 1982.  | 6       | 3      |
| 1983.  | 10      | 6      |
| 1984.  | 7       | 5      |
| 1985.  | 10      | 5      |
| 1986.  | 6       | 7      |
| 1987.  | 11      | 7      |
| 1988.  | 2       | 0      |
| Укупно | 75      | 37     |